# 2012 Открито първенство на Канада
Откритото първенство на Канада за 2012 г. е осмият турнир за злато и голямата награда от 2012 BWF Grand Prix Gold и Grand Prix . Турнирът се проведе в Richmond Olympic Oval, Ричмънд, Британска Колумбия, Канада от 10 юли до 15 юли 2012 г. и имаше обща сума от $50 000. 